# Corredor (cómic)

El Corredor es un personaje de ficción que aparece en las publicaciones de Marvel Comics. Es uno de los Primigenios del Universo, un grupo de inmortales representantes de las primeras razas civilizadas que aparecieron en el Universo.
El Corredor ha vivido miles de millones de años. Su objetivo es la completa libertad para ver todo lo que hay que ver. Así, El Corredor ha pasado su larga vida viajando por el Universo y acumulando experiencias. Se le considera uno de los primiegenios menos violento.

## Biografía
El Corredor fue uno de los Primigenios que conspiraron contra Galactus y se enfrentaron a Silver Surfer en un intento de obtener el poder absoluto en nuevo universo re-creado desde cero. Cuando su plan se vino a pique, El Corredor escapó con la Gema del Espacio, una de las Gemas del Infinito.
Más tarde se enfrentó a Thanos, cuya intención era obtener todas las Gemas del Infinito. A través de estas Gemas, Thanos sorteó la inmunidad de los Primigenios a envejecer, convirtiendo primero al Corredor en un anciano y luego en un niño pequeño. Thanos le entregó al Coleccionista a cambio de la Gema de la Realidad. Al irse Thanos, El Corredor fue revertido a su estado anterior, y él y el Coleccionista se enfrentaron.
Tiempo después, en la serie de Quasar, el Corredor visió la Tierra como parte de un proyecto a escala galáctica para encontrar al ser más veloz. (Ese número terminaba con un tributo al corredor más famoso del Universo DC, Flash, que empezó la carrera más tarde que los demás y aun así ganó a todos los participantes con facilidad. A lo largo de ese arco argumental, el eterno Makkari buscó un modo de alcanzar una nueva velocidad y dejar atrás al Corredor. Makkari consiguió vencer al Corredor en una carrera, pero al coste de quedarse bloqueado permanentemente en supervelocidad. En ese estado, Makkari sólo podía comunicarse con otros seres superveloces, como el propio Corredor. El propio Corredor había sabido de la técnica utilizada por Makkari, pero la había descartado por sus inconvenientes.

## Poderes y habilidades
El Corredor es usuario del Poder Primordial, un tipo de energía cósmica residió del Big Bang que aún existe en el universo. Puede sobrevivir sin ayuda en el espacio y sin necesidad de comida, aire o agua. El cuerpo del Corredor se ha adaptado para sobrevivir en el espacio. Es virtualmente indestructible y su resistencia rivaliza con la de Silver Surfer. También puede canalizar descargas increíblemente poderosas desde su cabeza e influir en las emociones de los demás. Debido a esta faceta de su poder, los demás suelen encontrar "agradable" al Corredor cuando éste está presente, incluso si éste les ha agraviado o traicionado en el pasado.
El Corredor es virtualmente inmortal e inmune al envejecimiento, la enfermedad, el veneno y las heridas convencionales. Su habilidad más destacada es su velocidad. Puede "correr" literalmente a varias veces la velocidad de la luz usando sólo sus piernas.